# Micrasema abbreviatum
Micrasema abbreviatum är en nattsländeart som beskrevs av Pongracz 1923. Micrasema abbreviatum ingår i släktet Micrasema och familjen bäcknattsländor. Inga underarter finns listade i Catalogue of Life.